# Caterina Branković
Caterina Branković (in serbo Катарина Бранковић?, Katarina Branković, in greco Καταρίνα Μπράνκοβιτς?, nota anche come Cantacuzina, in serbo Kантакузина?, Kantakouzina; Vučitrn, 1418 – Konče, 1492) è stata una nobildonna e scrittrice serba, figlia del despota Đurađ Branković, Contessa di Celje come moglie di Ulrich II e autrice del libro liturgico Varaždin Apostol.

## Biografia
Caterina nacque nel 1418 a Vučitrn, figlia di Durad Branković, nel 1427 sarebbe divenuto despota di Serbia, e di Irene Cantacuzena. Era giudicata una donna bella, onesta e pia. 
Il 20 aprile 1434, nell'ambito di una politica matrimoniale atta a sostenere e proteggere la Serbia, sposò Ulrich II (1406-1456), Conte di Celje, a cui diede tre figli e due figlie, tutti battezzati secondo rito ortodosso, decisione che rese Caterina impopolare nella cattolica Celje. Un anno e mezzo dopo, sua sorella Mara sposò Murad II, sultano dell'Impero ottomano, che nel 1439 invase la stessa Serbia. 
Nel 1354, divenne l'autrice del Varaždin Apostol, il più antico libro liturgico ortodosso manoscritto e il più antico manoscritto in cirillico serbo conservato. 
Dopo l'assassino di Ulrich nel 1456, preceduta dalla morte di tutti i loro figli, Caterina scambiò tutti i suoi possedimenti terrieri nelle attuali Croazia e Slovenia, ad eccezione di Krško, in cambio di una rendita annua di 2.000 ducati, e nel 1460 vendette anche i rimanenti terreni in Slavonia all'imperatore Federico III per 29.000 fiorini. Viaggiò a lungo in Italia, Grecia e Croazia, visitando Corfù e Ragusa, prima di decidere di raggiungere sua sorella a Jezevo (l'attuale Dafni, in Grecia), dove teneva corte per conto del suo figliastro, Mehmed II. 
Insieme, Mara e Caterina parteciparono ai negoziati fra Costantinopoli e Venezia nell'ambito della prima guerra turco veneziana e furono fondamentali nella firma del trattato di Costantinopoli, Caterina agendo a Venezia e Mara a Costantinopoli. 
Dopo la morte di Mara nel 1487, ultima parente stretta rimastale, Caterina si dedicò al patrocinio del monastero di Athos, caro a sua sorella, rinunciando ai suoi ultimi beni terreni, Krško e rendita inclusi. Morì a Konče nel 1492, sopravvissuta a tutta la sua famiglia, e venne sepolta nella locale chiesa di Santo Stefano.

## Discendenza
Da suo marito, ebbe tre figli e due figlie gemelle, tutti premorti ai genitori:
- Herman IV (1439 - 1452).
- Elisabetta (1441-1455), gemella di Caterina, nel 1455 sposò Mattia Corvino, morendo pochi mesi dopo.
- Caterina (1441-1441), gemella di Elisabetta.
- Giorgio (1444 - 1445).
- Alberto (morto nel 1448), morto infante.

## Cultura popolare
- L'Ordine di Kantakouzina Katarina Branković è stato istituito in suo onore[7].
- Nella docuserie Netflix L'Impero ottomano (2020), Caterina è interpretata dall'attrice Eva Dedova.

## Ascendenza
|                               |                    |                         | Genitori             |  |  | Nonni |  |  | Bisnonni          |  |  | Trisnonni |  |
|                               |                    |                         |                      |  |  |       |  |  | Branko Mladenović |  |  | Mladen    |  |
|                               |                    |                         |                      |  |  |       |  |  | Branko Mladenović |  |  | Mladen    |  |
|                               |                    | …                       |                      |  |  |       |  |  | Branko Mladenović |  |  |           |  |
| Vuk Branković                 |                    |                         |                      |  |  |       |  |  | Branko Mladenović |  |  |           |  |
|                               |                    | …                       | …                    |  |  |       |  |  |                   |  |  |           |  |
|                               |                    | …                       | …                    |  |  |       |  |  |                   |  |  |           |  |
|                               |                    | …                       | …                    |  |  |       |  |  |                   |  |  |           |  |
| Đurađ Branković               |                    | …                       |                      |  |  |       |  |  |                   |  |  |           |  |
|                               |                    | Lazar Hrebeljanović     | Pribac Hrebeljanović |  |  |       |  |  |                   |  |  |           |  |
|                               |                    | Lazar Hrebeljanović     | Pribac Hrebeljanović |  |  |       |  |  |                   |  |  |           |  |
|                               |                    | Lazar Hrebeljanović     | …                    |  |  |       |  |  |                   |  |  |           |  |
| Mara Lazarević                |                    | Lazar Hrebeljanović     |                      |  |  |       |  |  |                   |  |  |           |  |
|                               |                    | Milica di Serbia        | Vratko Nemanjić      |  |  |       |  |  |                   |  |  |           |  |
|                               |                    | Milica di Serbia        | Vratko Nemanjić      |  |  |       |  |  |                   |  |  |           |  |
|                               |                    | Milica di Serbia        | …                    |  |  |       |  |  |                   |  |  |           |  |
| Caterina Branković            |                    | Milica di Serbia        |                      |  |  |       |  |  |                   |  |  |           |  |
|                               | Matteo Cantacuzeno | Giovanni VI Cantacuzeno |                      |  |  |       |  |  |                   |  |  |           |  |
|                               | Matteo Cantacuzeno | Giovanni VI Cantacuzeno |                      |  |  |       |  |  |                   |  |  |           |  |
|                               | Matteo Cantacuzeno | Irene Asanina           |                      |  |  |       |  |  |                   |  |  |           |  |
| Teodoro Paleologo Cantacuzeno | Matteo Cantacuzeno |                         |                      |  |  |       |  |  |                   |  |  |           |  |
|                               |                    | Irene Paleologa         | Demetrio Paleologo   |  |  |       |  |  |                   |  |  |           |  |
|                               |                    | Irene Paleologa         | Demetrio Paleologo   |  |  |       |  |  |                   |  |  |           |  |
|                               |                    | Irene Paleologa         | Teodora Comnena      |  |  |       |  |  |                   |  |  |           |  |
| Irene Cantacuzena             |                    | Irene Paleologa         |                      |  |  |       |  |  |                   |  |  |           |  |
|                               |                    | Giovanni Uroš           | Simeon Uroš          |  |  |       |  |  |                   |  |  |           |  |
|                               |                    | Giovanni Uroš           | Simeon Uroš          |  |  |       |  |  |                   |  |  |           |  |
|                               |                    | Giovanni Uroš           | Tommasa Orsini       |  |  |       |  |  |                   |  |  |           |  |
| Elena Ouresina Doucaina       |                    | Giovanni Uroš           |                      |  |  |       |  |  |                   |  |  |           |  |
|                               |                    | N. Radoslava            | Radoslav Hlapen      |  |  |       |  |  |                   |  |  |           |  |
|                               |                    | N. Radoslava            | Radoslav Hlapen      |  |  |       |  |  |                   |  |  |           |  |
|                               |                    | N. Radoslava            | …                    |  |  |       |  |  |                   |  |  |           |  |
|                               |                    | N. Radoslava            |                      |  |  |       |  |  |                   |  |  |           |  |